# Kids MBA Ltd
Kids MBA Ltd là một công ty có trụ sở tại Vương quốc Anh. Công ty cung cấp các dịch vụ giáo dục dưới thương hiệu Kids MBA. Công ty được thành lập để cung cấp một chương trình đào tạo giới thiệu cho những người trẻ tuổi về nhiều vấn đề và kỹ năng cần thiết trong kinh doanh và tự kinh doanh. Được thiết kế để bổ sung và nâng cao giáo dục cho học sinh mầm non với việc trải nghiệm thực tế về các kỹ năng sống, bí quyết và năng khiếu cần thiết để điều hành doanh nghiệp hoặc trở thành doanh nhân, Chương trình Kids MBA mở ra khái niệm về bản thân việc làm và quản lý doanh nghiệp cho thanh niên thuộc mọi tầng lớp.

## Lịch sử
Trong khi trường học cung cấp một nền giáo dục trên diện rộng cho trẻ em nhưng giáo dục không mở rộng để chuẩn bị cho trẻ em những kỹ năng cần thiết để tự kinh doanh hoặc điều hành công việc kinh doanh của riêng mình.
Chương trình KidsMBA được phát triển tại Vương quốc Anh bởi Luật sư và Giáo sư Mark Watson-Gandy như là một phần của lời kêu gọi trẻ em được giáo dục kinh doanh cơ bản tại các trường học. Được chuyển giao lần đầu tiên vào năm 2016 tại Trường nam sinh Công giáo St Columba ở Bexleyheath, Anh, chương trình KidsMBA kể từ đó đã được chuyển giao trên toàn thế giới.